# ギアスタジアム
『ギアスタジアム』（Gear Stadium）は、1991年4月5日に日本でナムコ（現:バンダイナムコエンターテインメント）が発売したゲームギア用ソフト。略称：ギアスタ。北アメリカでは『Batter Up』のタイトルで発売された。
本項では、1995年10月20日に発売されたマイナーチェンジ版の『ギアスタジアム平成版』（ギアスタジアムへいせいばん）についても解説する。

## 概要
ファミスタシリーズの携帯ゲーム機用ソフトとしては前年の9月に発売されたゲームボーイ版『ファミスタ』に続く第2作となる。また、ナムコは同じセガハードのメガドライブやドリームキャスト（セガサターンは参入のみでソフトは発売されなかった）にもソフトを供給しているが、双方ともファミスタシリーズを発売しなかったので、結果的にセガが発売したハードに対応した唯一のファミスタシリーズ作品となった。
ゲームシステムはシリーズ第3作『ファミスタ88』をほぼ踏襲したものとなっているが、携帯ゲーム機の手軽さと電池の消費が激しく長時間のプレイに不適であることを考慮して通常の9イニングと短縮版の5イニングを選択可能になっている。
1人プレイは14チームの中から1チームを選び、総当たり戦で勝ち抜いて行く。コンティニューは英数4文字のパスワード入力方式。

### チーム
「ギアスタリーグ」14チーム。『ファミスタ'88』と同様、日本野球機構（NPB）加盟の12球団をモデルにしたチーム+その他の2球団となっている。カッコ内のモデルとなった球団名は1991年のシーズン終了時のもの。
- C：カーズ（広島東洋カープ）
- D：ドラサンズ（中日ドラゴンズ）
- S：スパローズ（ヤクルトスワローズ）
- G：ガイアンツ（読売ジャイアンツ）
- W：ホイールズ（横浜大洋ホエールズ）
- T：タイタンズ（阪神タイガース）
- L：ライオネルズ（西武ライオンズ）
- Bu：バッカルーズ（近鉄バファローズ）
- B：ブルーウィンド（オリックス・ブルーウェーブ）[3]
- F：ファイアーズ（日本ハムファイターズ）
- H：ホーネッツ（福岡ダイエーホークス）
- O：オリエンツ（ロッテオリオンズ）
- M：メジャーリーガーズ（アメリカ大リーグオールスター）
- N：ナムコスターズ

#### 隠しチーム
- A：アクションヒーローズ

1人プレイの総当たり戦で13球団に勝利すると登場する隠しチーム。ごれん（秘密戦隊ゴレンジャー）、ふいぶ（地球戦隊ファイブマン）など特撮ヒーローの名前を冠した選手で構成される。なお、選手データは『ファミスタ'91』のアニメスターズと全く同じものを流用している。

### 球場
以下の2種類から選択可能。どちらも人工芝のフィールドで、かわさきの方がやや狭くホームランが出やすい。
- まりん - 千葉マリンスタジアムがモデル
- かわさき - 川崎球場がモデル

## ギアスタジアム平成版
『ギアスタジアム平成版』（ギアスタジアムへいせいばん）は、1995年10月20日に発売された『ギアスタジアム』のマイナーチェンジ版。ゲームギアのハード末期にナムコが旧作を再発売したのに合わせ、データを更新して発売された。
1992年にNPBの実名使用許諾が受けられるようになったことから前作と異なり、球団名と選手名が実名化されている。また、メジャーリーガーズに代わって『ファミスタ'93』と『ファミスタ'94』に登場していた、NPB所属の外国人選手オールスターチーム・オールアメリカン（略称：A）が加入している。
隠しチームは前作のアクションヒーローズに代わって、NPBの12球団選抜チーム（略称・V）が最終戦で登場する。
ナムコの家庭用ゲームソフトは、1984年から1995年3月31日の『鉄拳』（プレイステーション版）まで「ナムコット」（namcot）というブランド名を原則として使用されているが、4月1日以降から会社名と同じく「ナムコ」（namco）への使用に切り替えられた。そのため、本作はゲーム内の「namcot」のデータだけは書き替えていないことからnamcoブランド移行後の時期でありながら例外的に使用しているが、ナムコ時代でnamcotブランドを使用した最後のゲームでもあった。
タイトルに「平成」と入っているが、前作及びハードであるゲームギアも平成に入ってから発売されたものであり、平成以前に発表された作品のリメイクというわけではない。